# C. J. Brown
Charles James „C. J.“ Brown (* 15. Juni 1975 in Eugene, Oregon) ist ein ehemaliger US-amerikanischer Fußballspieler auf der Position eines Verteidigers.
Brown trainiert seit der Saison 2016 den Aurora Borealis SC, welcher in der Amateurliga Premier League of America spielt.

## Spielerkarriere

### Jugend und College
Brown spielte vier Jahre College-Soccer an der San José State University. In dieser Zeit wurde er zweimal zum All-Conference Player (1995 und 1996) ernannt. Während und nachdem College spielte Brown in der United States International Soccer League bei den San Francisco Bay Seals.
Bei den Seals hatte er die ersten zwei Jahre den Status eines Amateurfußballers, da die Mannschaft in der UISIL Premier League, einer Amateurliga, spielte und er gleichzeitig noch das College besuchte. 1997 spielten die Seals in der USISL D-3 Pro League, der späteren USL Second Division, und schafften es im selben Jahr sogar bis ins Halbfinale Lamar Hunt U.S. Open Cups. Aufgrund seiner guten Leistungen während dieser Zeit, wurde die Major League Soccer auf ihn aufmerksam.

### Major League Soccer
Brown wurde im MLS Supplemental Draft 1998 von Chicago Fire als 1. Pick gedraftet. Ohne Probleme konnte er sich gleich als Stammspieler dort etablieren und blieb dies die kommenden Jahre.
In seinen ersten zehn Jahren absolvierte 249 Spiele in der Regular Season. Er ist damit noch heute der Spieler mit den meisten Spielen für Chicago Fire. 1998 konnte er mit der Mannschaft den MLS Cup gewinnen und viermal den U.S. Open Cup.
Brown setzte sich auch für die jüngeren Spieler ein und wurde so von vielen als „Fire Originals“ bezeichnet. Seine Zweikampfstärke und professionelle Härte war in der MLS legendär.
Nach der Saison 2010 gab er sein Karriereende bekannt.

### Nationalmannschaft
Brown absolvierte 15 Länderspiele für die US-amerikanische Fußballnationalmannschaft. Sein erstes machte er am 6. November 1998 gegen Australien. Beim FIFA-Konföderationen-Pokal 1999, wo die USA den dritten Platz belegten, war er Teil des Kaders und stand beim 2:0-Sieg über die deutsche Fußballnationalmannschaft die vollen 90 Minuten auf dem Platz. Auch beim CONCACAF Gold Cup 2000 gehörte er zum Aufgebot der USA.

## Trainerkarriere
C. J. Brown war bis zum Ende der Saison 2013 Assistenztrainer bei Real Salt Lake. Dieses Amt hatte er seit der Saison 2011 inne. 2014 wechselte er zusammen mit Jason Kreis und Miles Joseph als Assistenztrainer zum New York City FC.

## Persönliches
Brown heiratete seine Frau Kim am 22. Oktober 2000. Am 24. Februar 2004 wurde die erste Tochter, Canessa J-Lyn, geboren. Die zweite Tochter, Kali Anh Brown, kam genau ein Jahr später auf die Welt.